# Amiota wangi
Amiota wangi är en tvåvingeart som beskrevs av Chen och Zhang 2005. Amiota wangi ingår i släktet Amiota och familjen daggflugor. Inga underarter finns listade i Catalogue of Life.